# Zisterzienserinnenabtei Bonrepòs

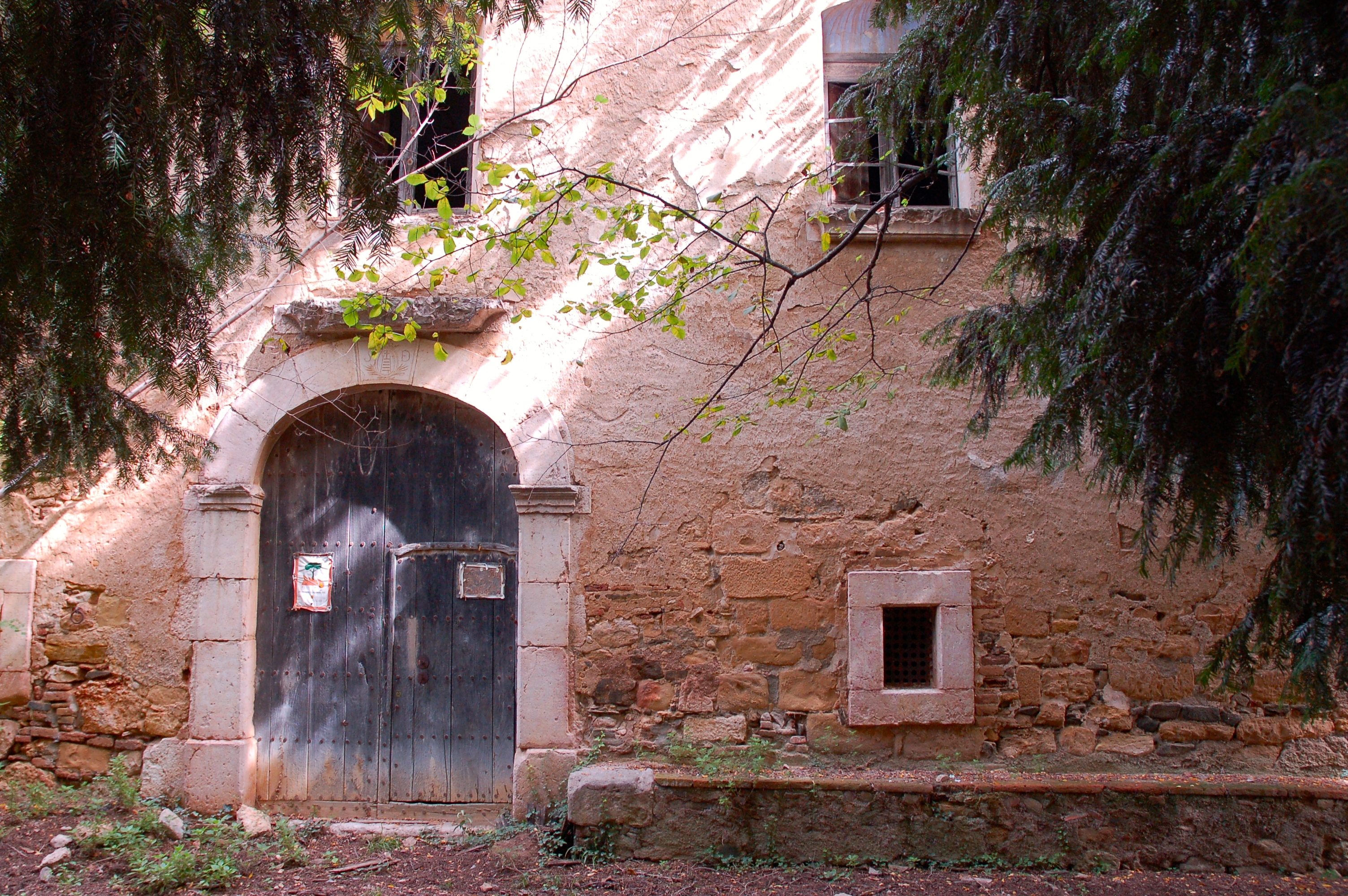
Zisterzienserinnenabtei Bonrepòs (2014)

Die Zisterzienserinnenabtei Bonrepòs (auch: Montsant) war von 1210 bis 1452 ein Kloster der Zisterzienserinnen zuerst in Albarca, Cornudella de Montsant, ab 1215 in La Morera de Montsant, Comarca Priorat, Provinz Tarragona in Katalonien.

## Geschichte

### Santa Maria de Montsant
Nachdem der Ort in der Serra de Montsant westlich Albarca schon seit dem 12. Jahrhundert durch Einsiedeleien erschlossen war, kam es 1210 zur Stiftung des Klosters Santa Maria de Montsant und Besiedelung durch die Zisterzienserinnen aus dem Kloster Vallbona. Zwar wurde der Ort bereits nach fünf Jahren aufgegeben, doch steht die (mehrfach erneuerte) Kapelle noch heute und ist unter dem Namen Ermita de la Mare de Déu del Montsant (Einsiedelei der Muttergottes von Monsant) bekannt. (Lage)

### Santa Maria de Bonrepòs
Die aus Santa Maria de Montsant ausgezogenen Nonnen gründeten 1215 östlich von La Morera de Montsant das Kloster Santa Maria de Bonrepòs („Maria zur guten Ruhe“), das dort bis 1452 bestand, immer in einer gewissen Nachbarschaft zur westlich von La Morera gelegenen Kartause Escaladei. Margarita von Prades, Witwe König Martin I. von Aragón, war von 1428 bis 1429 Äbtissin des Klosters. Heute steht am Ort der Hof Mas de Sant Blai (nahe dem Barranc de Sant Blai), in den Reste der Klosterkapelle verbaut sind. (Lage)